# 舊英軍醫院

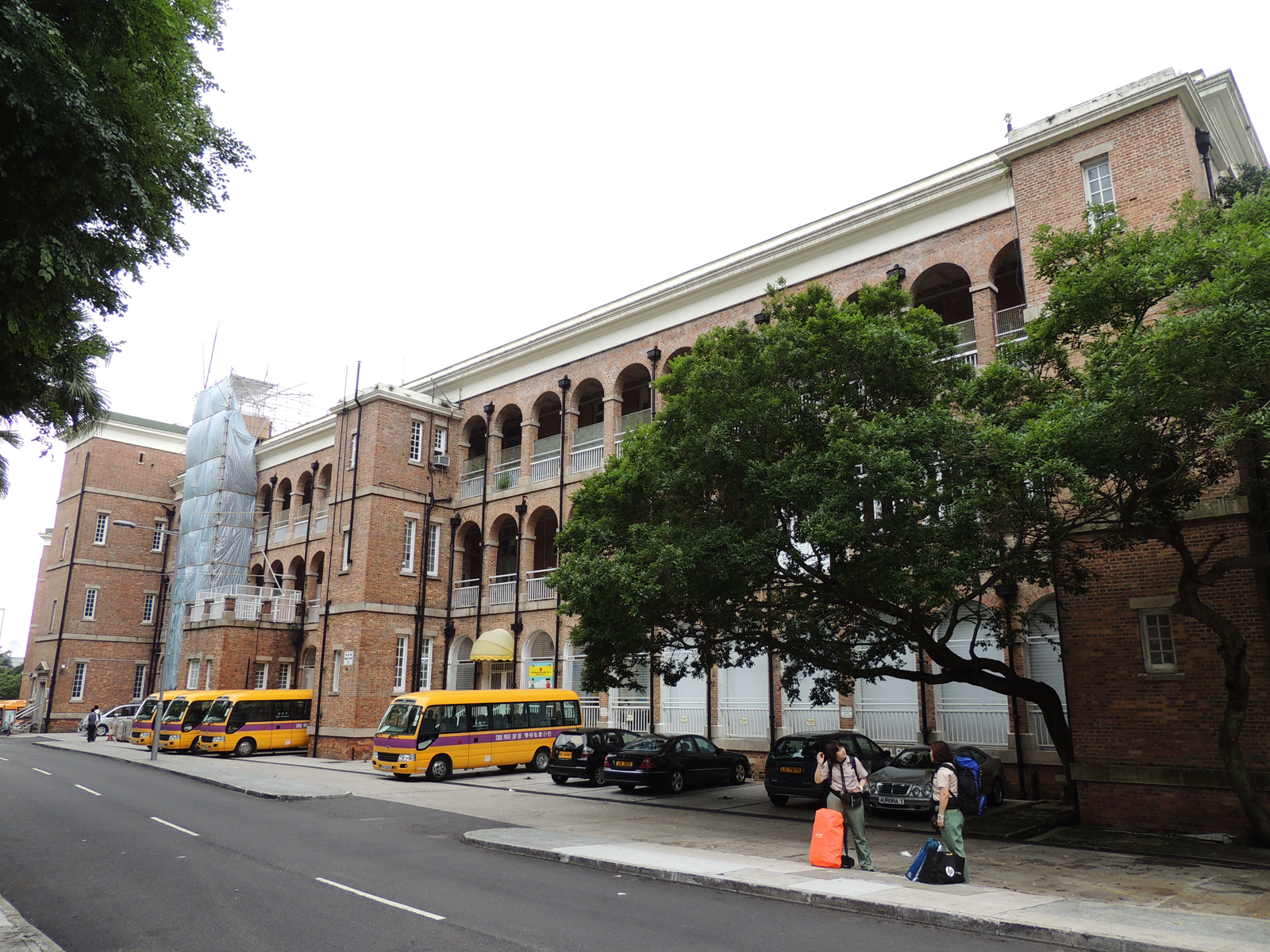
舊英軍醫院

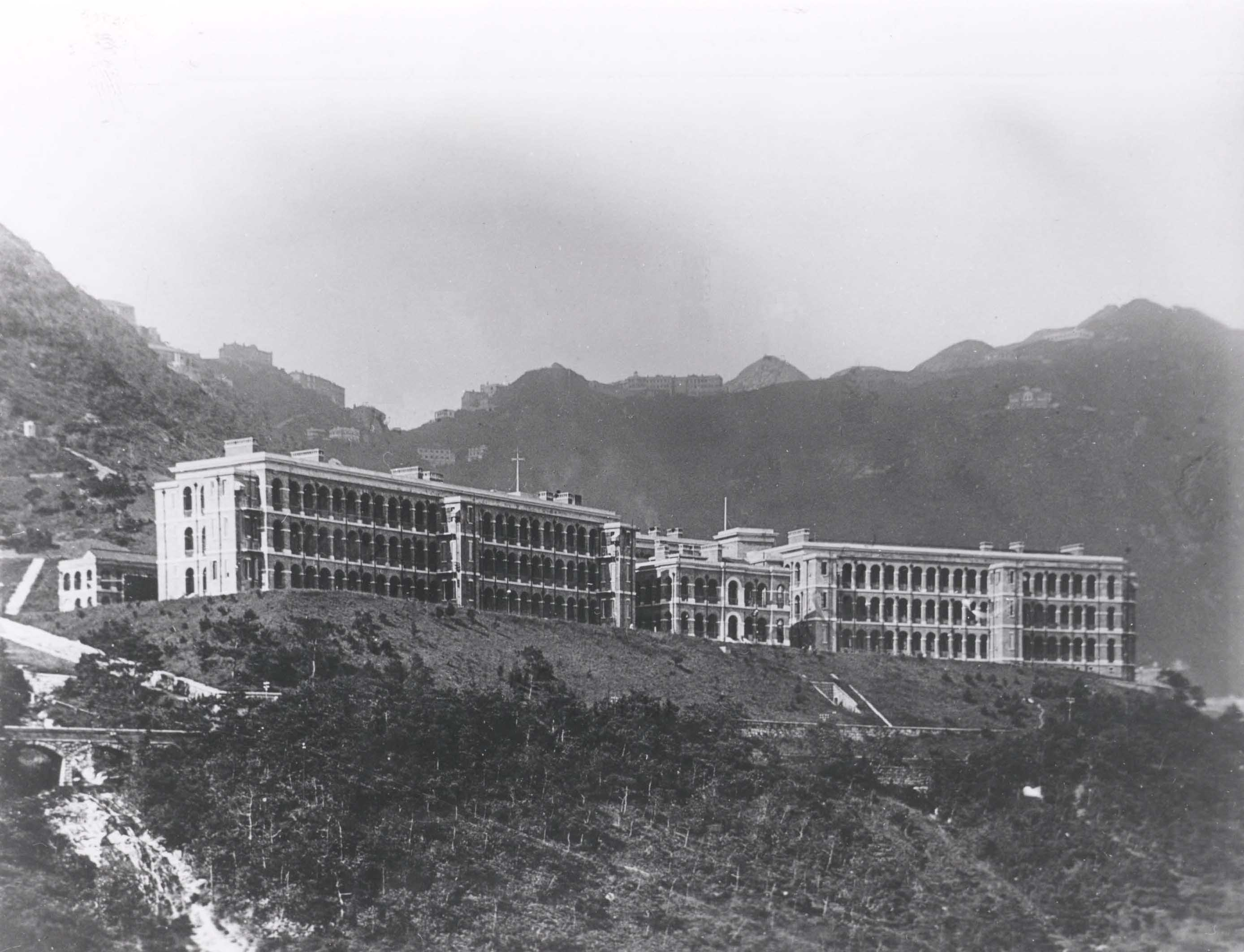
1925年的英軍醫院

舊英軍醫院是香港昔日一所軍事醫院，位於香港島半山區波老道10號近寶雲道一帶，為駐港英軍及皇家香港警務處特別任務連提供醫療服務。現時舊英軍醫院被評級為香港一級歷史建築，其地下層由中英劇團及 Carmel School of Hong Kong 租用，上層則由香港猶太教國際學校租用。

## 歷史
舊英軍醫院級建於1903年，於1907年啟用，以取代位於律敦治醫院現址的原有皇家海軍醫院；舊英軍醫院由主樓及附屬建築物組成。1941年香港保衛戰期間，舊英軍醫院遭受日本皇軍多次空襲，於香港日治時期仍然被作為醫院使用，香港重光後則繼續供予駐港英軍使用。1967年，位於京士柏的新英軍醫院落成，原址被改作為香港英童學校的新校址。1979年，香港英童學校遷出，該處被改作為政府辦事處，先後供予多個香港政府部門使用，至1988年為止。1990年起，香港政府先後以特惠租金將該處租予不同非牟利機構，現時地下由中英劇團及 Carmel School of Hong Kong 租用，上層則由香港猶太教國際學校租用。
根據中英聯合聯絡小組的決定，位於京士柏的新英軍醫院在1996年6月30日關閉，其後曾由菲律賓駐港總領事館，以象徵式1元租金租用三年，用作在港待業菲傭宿舍。原址後來被拆卸，並於2004年重建成君頤峰。

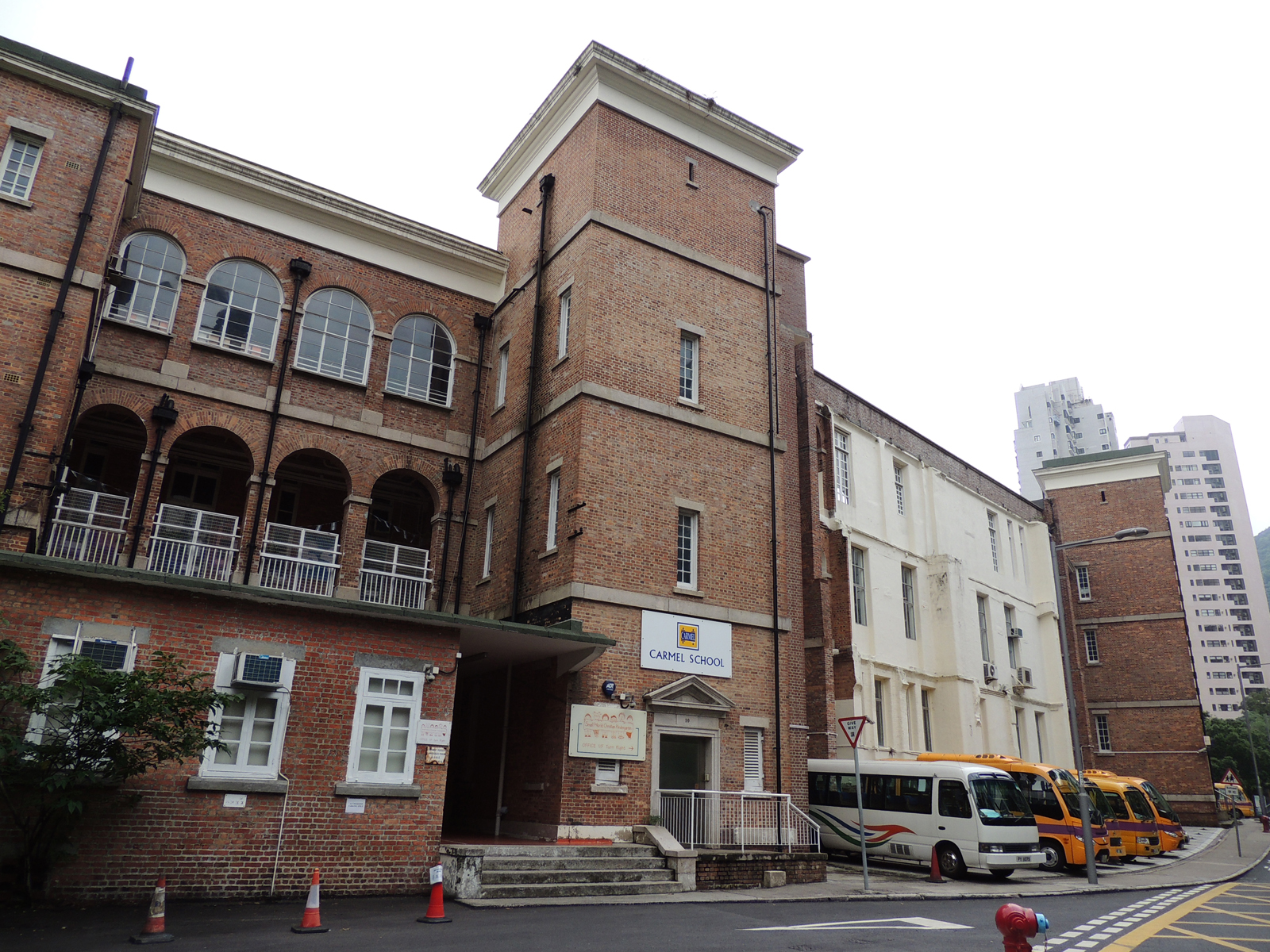
Carmel School of Hong Kong
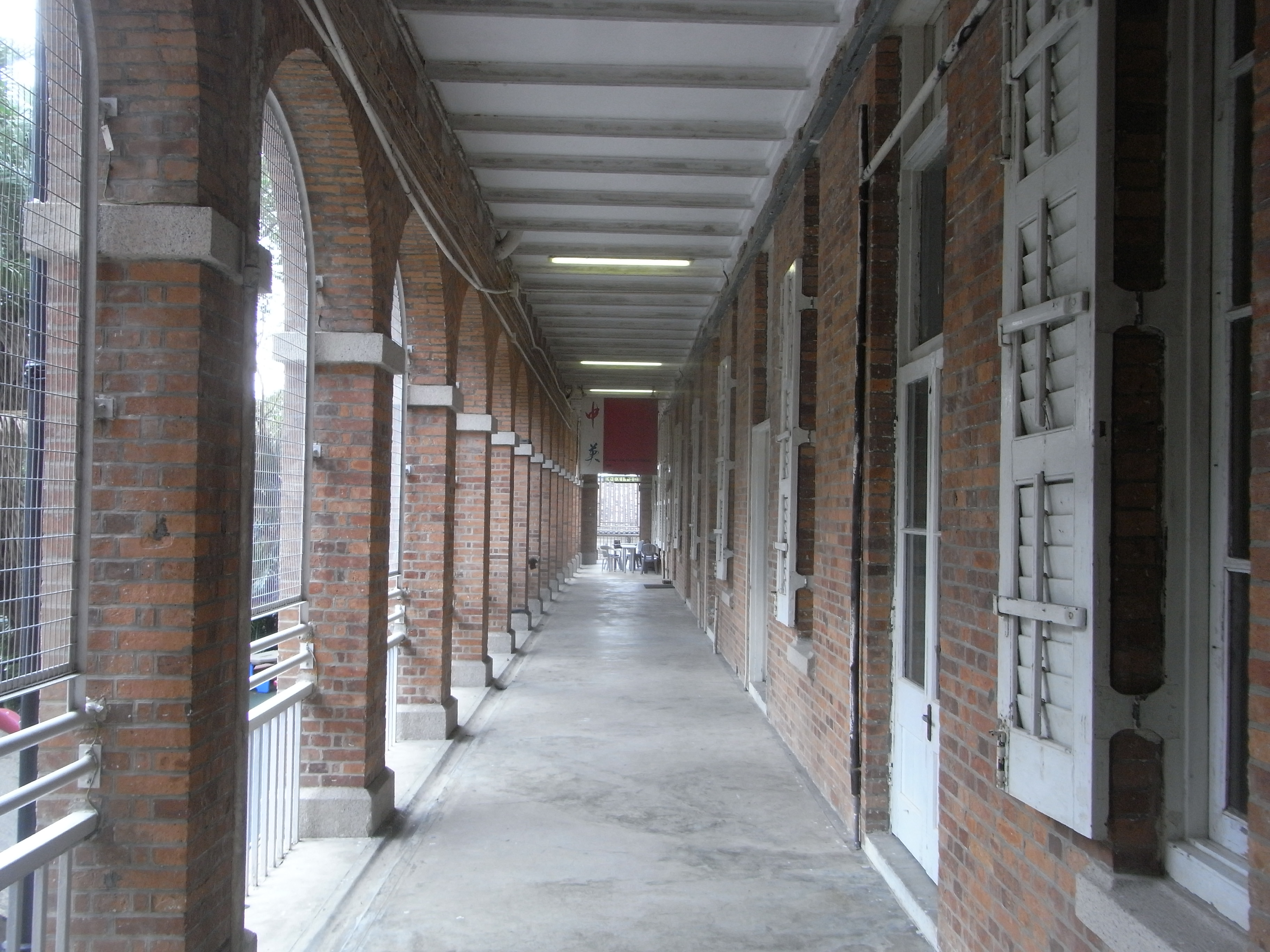
地下長廊
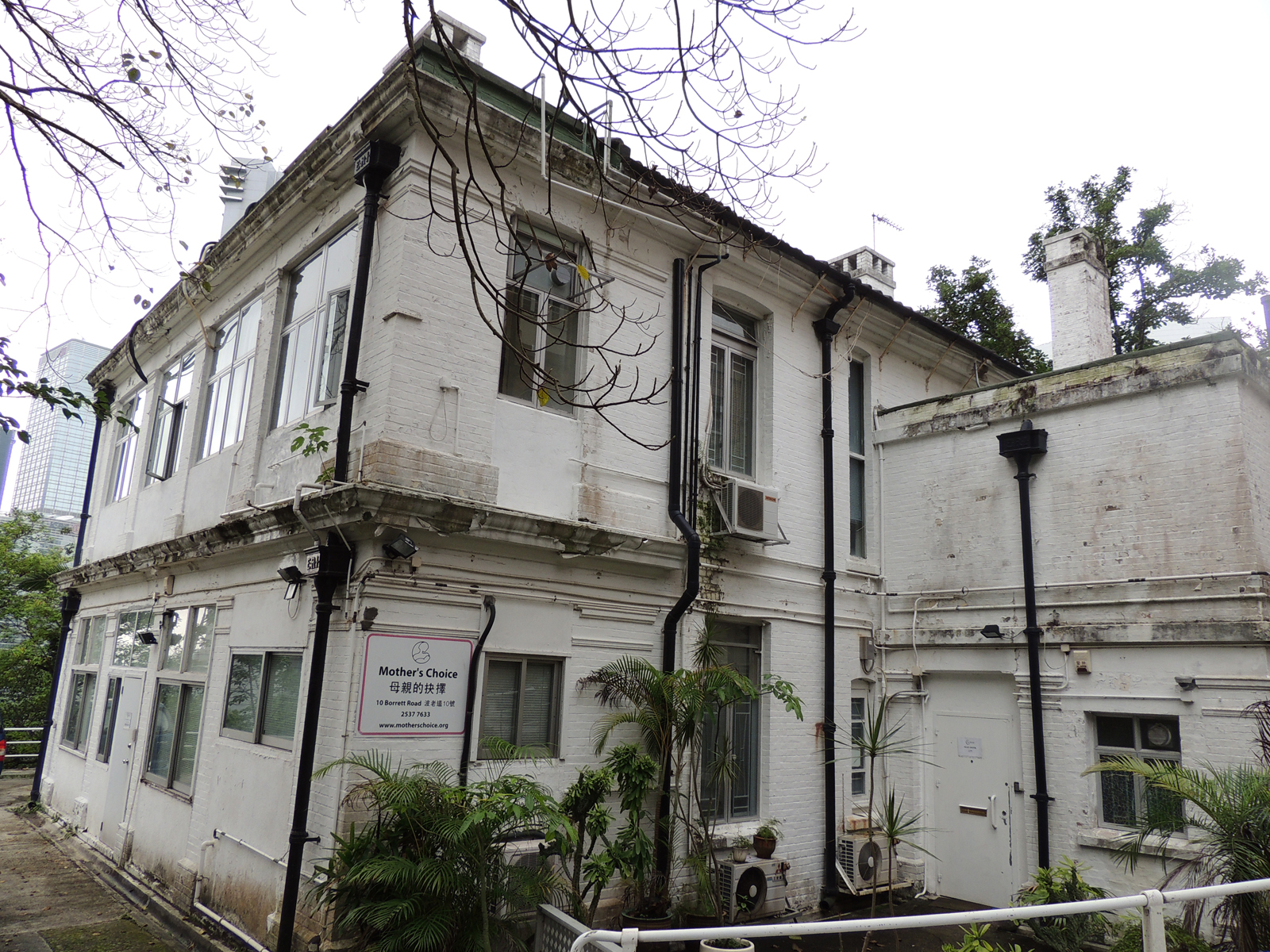
附屬建築物
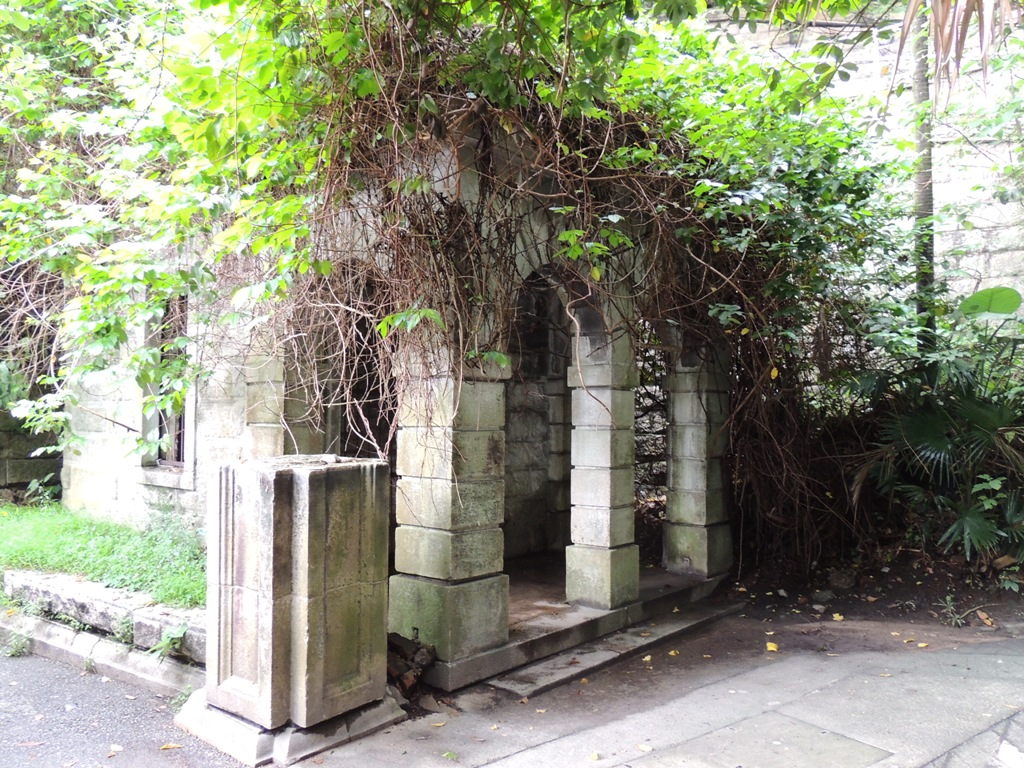
門樓

## 外部連結
维基共享资源上的相關多媒體資源：舊英軍醫院
1. ↑  AFP, $5.6b military hospital to house unemployed Filipino maids 的存檔，存档日期22 May 2011., The Standard, 20 September 1996